# Alchemilla killipii
Alchemilla killipii é uma espécie de rosácea do gênero Alchemilla, pertencente à família Rosaceae.